# 若者の四重奏 (ジューク・ボックスのアルバム)
『若者の四重奏』は、1971年秋に発売された、ジューク・ボックスの2枚目のオリジナルアルバムである。

## 概要
その後も更にメンバーチェンジや脱退者があり、最終的には小谷と風間の2名だけとなった。 1974年にグループが消滅となった為、これが最後のオリジナルアルバムとなった。
2022年3月時点で未CD化。

## 収録曲
- SIDE A

1. 若者の四重奏
2. 川のほとりで
作詞：山上路夫／作曲：鈴木邦彦
3. トーク （歌手）
4. 愛で胸はいっぱい
5. トーク （家出）
6. 君にいかれて
7. 星空の誓い

- SIDE B

1. ほほの涙を虹にして
2. 雨にとざされて
3. トーク （初恋）
4. 朝に夕べに
5. トーク （友情）
6. なぜに君は生きる
7. 青春前期